# Ryś kanadyjski
Ryś kanadyjski (Lynx canadensis) – gatunek drapieżnego ssaka z podrodziny kotów (Felinae) w obrębie rodziny kotowatych (Felidae). Zamieszkuje Kanadę i północ USA: Alaskę, Góry Skaliste i Krainę Wielkich Jezior.

## Taksonomia
Gatunek po raz pierwszy zgodnie z zasadami nazewnictwa binominalnego opisał w 1792 roku brytyjski przyrodnik Robert Kerr nadając mu nazwę Felis Lynx canadensis. Holotyp pochodził z Kanady. 
Autorzy Illustrated Checklist of the Mammals of the World uznają ten gatunek za monotypowy.

### Etymologia
- Lynx: gr. λυγξ lunx, λυγκος lunkos „ryś”[10].
- canadensis: Kanada[11].

## Morfologia
Długość ciała 76,2–106,7 cm, długość ogona 5–12,7 cm; masa ciała 5–17,3 kg, przy czym u dorosłych samców ciężar ciała wynosi średnio 10,7 kg (zakres 6,3–17,3 kg), natomiast u dorosłych samic średnio 8,6 kg (zakres 5–11,8 kg). Futro letnie rudobrązowe, zimą szare lub szarobrązowe. Cętki na brzuchu i wewnętrznej stronie łap. Ogon krótki, tylne nogi wyraźnie dłuższe, co jest prawdopodobnie przystosowaniem do poruszania się w wysokim śniegu. Kończyny silnie owłosione, mają dużą powierzchnię w stosunku do niewielkiej masy ciała. Uszy zakończone charakterystycznym pędzelkiem, koniec ogona ciemny. 29 sierpnia 2020 roku po raz pierwszy zaobserwowano odmianę melanistyczną – filmowany osobnik miał czarną sierść z białawo-szarymi włosami ochronnymi na całej długości, a także białawo-szare włosy na bokobrodach oraz na pysku i grzbiecie.

## Ekologia

### Pokarm
Żywią się przede wszystkim zającami amerykańskimi (Lepus americanus), a stopień uzależnienia tych drapieżników od tych właśnie ofiar jest na tyle duży, że 10-letni cykl liczebności zająca amerykańskiego decyduje o wielu aspektach życia rysia.

### Rozród
Ciąża trwa 60-70 dni, w miocie od 1 do 8 kociąt (w zależności od liczebności zajęcy); niektóre samice dojrzewają płciowo w wieku 10 miesięcy, ale zazwyczaj okres dojrzewania samic trwa 22-23 miesiące, podobnie jak samców.

### Długość życia
Na wolności dożywają 15 lat.

### Tryb życia
Prawdopodobnie prowadzą samotniczy, czasem obserwuje się wędrujące razem dwie samice z młodymi; w okresie niedostatku zajęcy rysie strzegą ściśle swych rewirów; gdy zajęcy jest bardzo dużo, rewiry osobników tej samej płci mogą na siebie zachodzić.

### Siedlisko
Rysie kanadyjskie zamieszkują tajgę, sporadycznie są spotykane w tundrze.

## Status
W Kanadzie ryś kanadyjski jest nadal liczebny, choć jego populacja zależy ściśle od liczebności zajęcy amerykańskich. W okresie wyżu liczebnościowego zajęcy i zaraz po tym okresie zagęszczenie rysi może wynosić nawet 40 osobników na 100 km². Po załamaniu się liczebności zajęcy zagęszczenie rysi może spaść do 2 na 100 km². Gdy zajęcy jest bardzo mało, rysie kanadyjskie wędrują na obszary odległe nawet o kilkaset kilometrów, mogą też zacząć polować na drobne gryzonie, ptaki, a nawet mulaki białoogonowe i renifery tundrowe. Ścisła zależność rysia kanadyjskiego od zajęcy amerykańskich jest jednak typowa jedynie dla populacji północnych. W południowej części zasięgu ten drapieżnik ma wiele innych możliwości pokarmowych (zające wielkouche i królaki błotne). W USA południowy zasięg rysia kanadyjskiego znacznie się zmniejszył w ostatnim półwieczu; w 1999 roku w stanie Kolorado podjęto próbę reintrodukcji rysia kanadyjskiego.